# Белащинский монастырь
Белащинский монастырь святого Георгия Победоносца (болг. Белащински манастир «Свети Георги Победоносец») — действующий женский монастырь Болгарской православной церкви, расположен в 12 км от Пловдива. Монастырь посвящён Георгию Победоносцу.
Монастырь основан в 1020 году византийским военачальником Никифором Скифи. Монастырь был разрушен турками в 1364 году и оставался необитаемым до XVIII века.
Монастырский комплекс объявлен национальным памятником. В его состав входит кафоликон, часовня, жилые корпуса и ферма. Число насельников (2004 год): три монахини, две послушницы.